# Augusto Althaus
Augusto de Althaus Flores del Campo fue un militar y político peruano.
Nació en Arequipa, Perú, el 24 de junio de 1827. Hijo del prócer de la independencia del Perú, el marino alemán Clemente von Althaus y de la dama arequipeña doña María Manuela Flores del Campo y Tristán. 
Entre 1878 y 1881 fue elegido senador por el departamento de Apurímac. Asimismo, en 1880 ocupó el rango de Coronel del ejército de reserva que participó de la defensa de Lima durante la guerra del Pacífico.
En los años de la República Aristocrática, fue nombrado agregado militar en Francia e Italia. Falleció durante esa misión en la localidad de Soisy-sous-Montmorency en Francia.